# Wicourt
Wicourt est un hameau belge de la commune et ville de Bastogne situé en Région wallonne dans la province de Luxembourg.
Avant la fusion des communes, Wicourt faisait partie de la commune de Noville.

## Situation
Wicourt est la localité située le plus au nord de la commune de Bastogne dont le centre se trouve à environ 11 km au sud. Houffalize et la vallée de l'Ourthe se situent à un peu plus de 6 km au nord. Le hameau s'étire le long d'une route de campagne qui s'extrait de la route nationale 30 Liège-Bastogne, la longe puis s'y raccorde 1 200 m plus loin.

## Description
Entourée de prairies, cette localité ardennaise possède un noyau central ancien comptant plusieurs fermettes de caractère entourant la chapelle Saint-Hubert. De part et d'autre de ce noyau ancien, de nombreuses habitations de type pavillonnaire ont été récemment construites. Ce qui eut pour effet d'augmenter sensiblement le nombre d'habitants. En 2008, Wicourt comptait 87 habitants alors qu'en 2012, ils étaient 126.

## Patrimoine
Au centre du hameau, la chapelle Saint-Hubert blanchie à la chaux possède une seule nef, un chevet à pans coupés, une toiture en ardoises et un clocheton original à deux étages dont le niveau supérieur est hexagonal. L'édifice est daté (au-dessus de la porte) de 1751 mais cette année serait celle d'une restauration, la chapelle ayant été vraisemblablement bâtie vers 1666.
En face de la chapelle, une petite aire de repos comprend une fontaine coulant dans des bacs en pierre entre un saule pleureur et un hêtre pourpre.

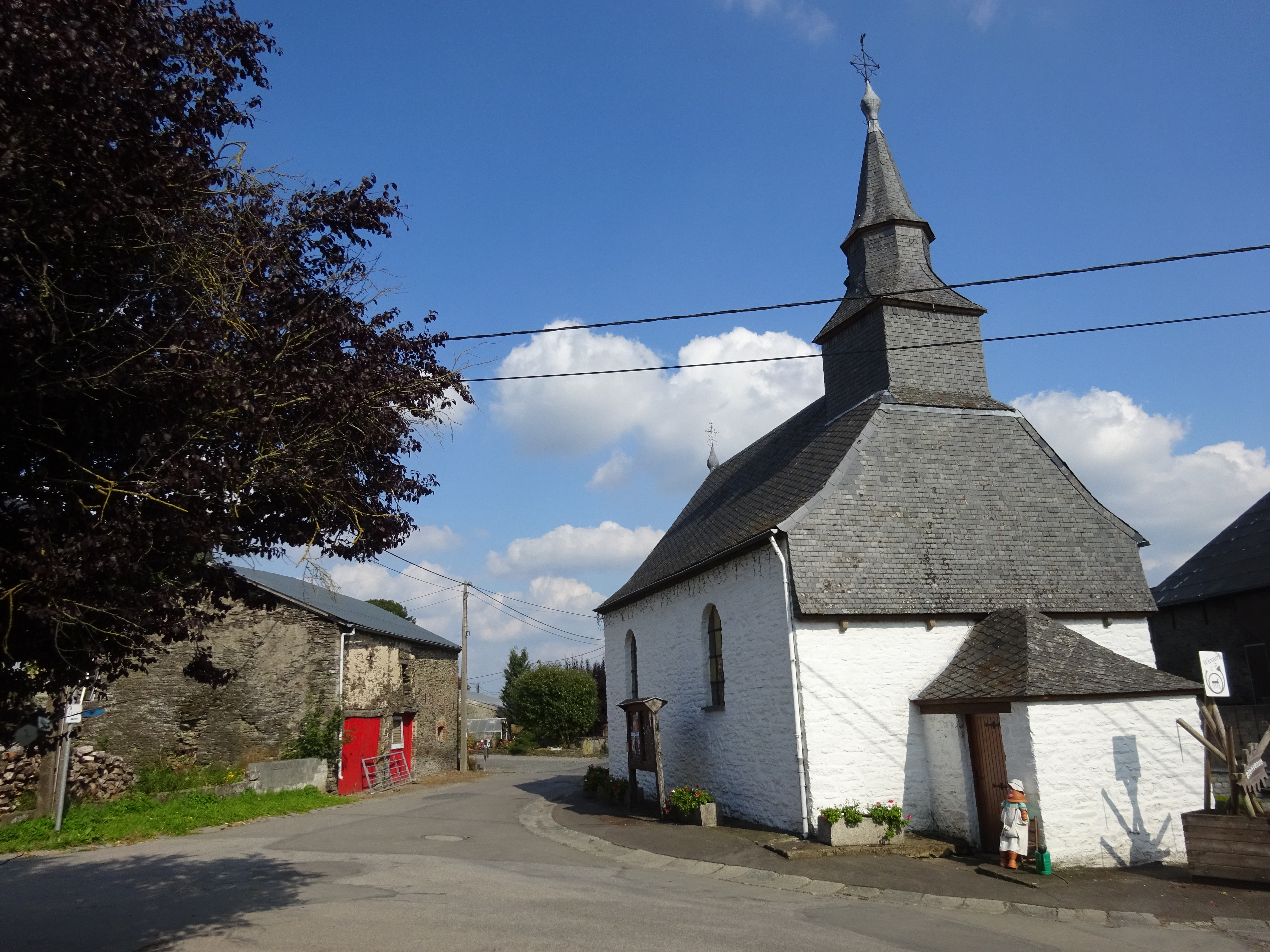
La chapelle Saint-Hubert de Wicourt